# 工藤良一
 工藤 良一（ くどう りょういち、1896年10月2日 - 1959年1月26日）は、日本の陸軍軍人。最終階級は陸軍少将。

## 経歴
北海道札幌市出身。1918年（大正7年）、陸軍士官学校（30期）を卒業。同期に今井武夫、小畑信良、桜井徳太郎らがいる。同年、騎兵少尉に任官。1928年（昭和3年）12月、陸軍大学校（40期）を優等で卒業。今井武夫、片倉衷、長勇、額田坦らが同期にあたる。
騎兵少佐時代の1936年（昭和11年）11月、日本陸軍の命により、井上芳佐歩兵大佐、吉松喜三歩兵少佐とともに、「機動兵団視察団」のメンバーとしてヨーロッパに出張。ポーランド、ドイツ、イタリア、フランス、イギリス、ベルギーの各国をまわる。軍隊や学校の見学、各国機動兵団関係当局者との会談、機械化関係文献の収集など、列強における機動兵団の実情を調査し、1937年（昭和12年）3月に帰国した。
1938年（昭和13年）11月、第12軍高級参謀となり支那事変に出征。翌年3月、騎兵大佐に進級。1940年（昭和15年）3月、兵務局馬政課長に就任。1941年（昭和16年）4月、機甲本部第二課長となる。同年11月、関東軍第1戦車団隷下の戦車第3連隊長となり、満州の綏南に駐屯。1943年（昭和18年）1月、少将に進級。同年11月、第1戦車団から改編された戦車第1師団（機甲軍）隷下の戦車第2旅団長に昇進。
1944年（昭和19年）2月、関東軍第六軍参謀長となり、満州海拉爾で十川次郎司令官の補佐に当たる。翌年1月、支那派遣軍に編入されて華中に移り、杭州で終戦を迎えた
1947年（昭和22年）11月28日、公職追放仮指定を受けた。